# Arnold Wilken
Arnold Wilken (* 6. Dezember 1938 in Högersdorf; † 12. Januar 2024 in Högersdorf) war ein deutscher Politiker (SPD).
Wilken ging an das Gymnasium und erreichte die mittlere Reife. Er war als Justizbeamter in der Justizverwaltung des Landes Schleswig-Holstein tätig.
1974 trat Wilken in die SPD ein. Er war Mitglied des Kreisvorstandes und SPD-Kreisvorsitzender. Ferner war er Gemeindevertreter in Högersdorf, stellvertretender Bürgermeister und ab 1986 Bürgermeister, Mitglied des Segeberger Kreistages, Kreisrat, stellvertretender Landrat und Naturschutzbeauftragter in der Gemeinde Högersdorf. Von 1992 bis 1996 vertrat er den Landtagswahlkreis Segeberg-Mitte als direkt gewählter Abgeordneter im Landtag von Schleswig-Holstein.